# B. J. Daniels
Bruce Edward Daniels, Jr. (* 24. Oktober 1989 in Tallahassee, Florida) ist ein US-amerikanischer American-Football- und Canadian-Football-Spieler. Er spielt auf der Position des Quarterbacks in der Alliance of American Football (AAF) für die Salt Lake Stallions, zuvor war er bereits als Quarterback, Wide Receiver und Runningback in der National Football League (NFL) aktiv. Im NFL Draft 2013 wurde er von den San Francisco 49ers als 237. Spieler ausgewählt und später von den Seattle Seahawks verpflichtet, mit denen er im selben Jahr den Super Bowl XLVIII gewann.

## Kindheit, Jugend und College
Geboren und aufgewachsen in Tallahassee, Florida, schloss Daniels an der Lincoln High School in Tallahassee ab. Im Anschluss daran ging er auf die University of South Florida, wo er auf der Position des Quarterback spielte.

## Profikarriere

### San Francisco 49ers
Daniels wurde von den San Francisco 49ers in der siebten Runde als insgesamt 237. Spieler im NFL Draft 2013 ausgewählt. Er wurde jedoch bereits am 1. Oktober 2013 entlassen.

### Seattle Seahawks
Am 2. Oktober 2013 wurde Daniels von den Seattle Seahawks verpflichtet.
Am 16. November wurde Daniels entlassen,
bevor er am 18. November 2013 wieder eingestellt wurde. Am 2. Juni 2015 gaben die Seahawks bekannt, dass Daniels auf die Position des Wide Receivers umtrainiert wird. Am 13. Oktober 2015 entließen die Seahawks Daniels, nahmen ihn jedoch zwei Tage später wieder unter Vertrag. Am 27. Oktober 2015 wurde er erneut entlassen um Platz für Runningback Brice Brown zu schaffen. Am 29. Oktober 2015 wurde er von den Seahawks für den Practice Squad verpflichtet.
Am 24. November 2015 wurde Daniels in den 53-Mann-Kader der Seattle Seahawks aufgenommen, jedoch am 15. Dezember wieder entlassen. Am 18. Dezember 2015 verpflichteten die Seahawks Daniels erneut für den Practice Squad.

### Houston Texans
Am 21. Dezember 2015 verpflichteten die Houston Texans Daniels. Dort sollte er sowohl als Quarterback, als auch als Wide Receiver eingesetzt werden. Am 27. Dezember 2015 machte Daniels sein Texans-Debüt im Spiel gegen die Tennessee Titans, wo er zwei Pässe warf, wovon einer für 7 Yards gefangen wurde, und lief für sechs Yards.

### New York Giants
Am 9. Mai 2016 wurde Daniels von den New York Giants unter Vertrag genommen. Am 17. Juni 2016 wurde er entlassen.

### Chicago Bears
Am 27. Juli 2016 wurde Daniels von den Chicago Bears verpflichtet. Am 3. September 2016 wurde er im Zuge der Kaderverkleinerung auf 53 Personen entlassen.

### Atlanta Falcons
Am 19. Dezember 2016 wurde er von den Atlanta Falcons unter Vertrag genommen. Hier war er die restliche Zeit im Practice Squad. Zur Saison 2017 wurde er bei den Falcons zum Runningback umtrainiert. Am 18. August 2017 wurde er nach einer Verletzung entlassen.

### Saskatchewan Roughriders
Am 18. Mai 2018 verpflichteten die Saskatchewan Roughriders aus der Canadian Football League Daniels als Quarterback. Nach dem letzten Preseasonspiel im Juni 2018 wurde er entlassen.

### Salt Lake Stallions
Im AAF QB Draft 2019 wurde Daniels in der zweiten Runde als insgesamt 14. Quarterback von den Salt Lake Stallions aus der Alliance of American Football (AAF) ausgewählt. Den Sprung in den finalen Kader schaffte er jedoch nicht.